# ХИТ (мини-футбольный клуб)
«ХИТ» — украинский мини-футбольный клуб из Киева. Первый чемпион Любительской футзальной лиги Украины (2014). С 2016 года выступает в Экстра-лиге Украины.

## История
Основанная в 2005 году команда изначально состояла из сотрудников ООО «Эней». Первое время «ХИТ» принимал участие в любительском турнире «Бизнес-лига» и неоднократно становился его победителем. Кроме этого, «ХИТ» успешно выступал во всеукраинских соревнованиях по пляжному футболу, завоевав в 2016 году Кубок Украины.
В 2014 году «ХИТ» принял участие в первом розыгрыше Любительской футзальной лиги Украины. Команда сумела сначала пробиться в финальный турнир, в котором приняло участие 15 команд, после чего стала чемпионом Украины среди любителей. В финальном матче высшей лиги команда под руководством Олега Лукьяненко одержала победу над львовским «Княжим рынком» со счётом 2:0. Лучшим игроком турнира стал Игорь Барсук, а защитником — Александр Корнейчук, представляющие «ХИТ».
В 2015 году «ХИТ» переходит из любительского футзала в профессиональный, и команда заявляется в Первую лигу чемпионата страны. «ХИТ» доходит до финала Кубка Украины, в котором уступает любительской киевской команде «Манзана». Кроме этого «ХИТ» становится чемпионом Первой лиги, в решающем матче одержав победу над киевским над «Эпицентр КЗ» (Киев) со счётом 6:2.
В следующем сезоне 2015/2016 «ХИТ» полностью повторяет достижения предыдущего. Сначала команда вновь попадает в финал Кубка Украины, где уступает в этот раз харьковскому «Локомотиву» со счётом 2:4. В то же время киевской команде удаётся повторно стать чемпионом Первой лиги, опередив киевскую «Манзану», ставшую второй. Кроме того, капитан «ХИТа» и игрок национальной сборной команды Украины Игорь Борсук признаётся лучшим игроком чемпионата.
Сезон 2016/17 «ХИТ» проводит в Экстра-лиге. По итогам первого круга новичок высшего дивизиона уверенно лидирует в чемпионате, а выступающий за «ХИТ» Сергей Журба признаётся лучшим игроком 2016 года.

## Состав команды
В сезоне 2016/17 состав команды выглядел следующим образом:

| \| № \| \| Поз. \| Имя \| Год рождения \| \| -- \| \| ---- \| -------------------- \| ------------ \| \| 7 \| \| Уни \| Игорь Борсук (к) \| 1983 \| \| 9 \| \| Уни \| Андрей Борсук \| 1985 \| \| 4 \| \| Уни \| Сергей Чепорнюк \| 1982 \| \| 10 \| \| Уни \| Сергей Журба \| 1987 \| \| 8 \| \| Уни \| Александр Корнийчук \| 1983 \| \| 17 \| \| Уни \| Евгений Юнаков \| 1982 \| \| 27 \| \| Уни \| Дмитрий Медведь \| 1988 \| \| 14 \| \| Уни \| Александр Колесников \| 1990 \| \| 11 \| \| Уни \| Сергей Шевченко \| 1982 \| \| 3 \| \| Уни \| Максим Войток \| 1991 \| \| 6 \| \| Уни \| Дмитрий Шувалов \| 1985 \| \| 90 \| \| Уни \| Александр Школьный \| 1994 \| \| 1 \| \| Вр \| Владислав Лысенко \| 1979 \| \| 16 \| \| Вр \| Тарас Коваленко \| 1989 \| \| 12 \| \| Вр \| Максим Максименко \| 1983 \| |              |      |                      |              |
| № |              | Поз. | Имя                  | Год рождения |
| 7 | Флаг Украины | Уни  | Игорь Борсук (к)     | 1983         |
| 9 | Флаг Украины | Уни  | Андрей Борсук        | 1985         |
| 4 | Флаг Украины | Уни  | Сергей Чепорнюк      | 1982         |
| 10 | Флаг Украины | Уни  | Сергей Журба         | 1987         |
| 8 | Флаг Украины | Уни  | Александр Корнийчук  | 1983         |
| 17 | Флаг Украины | Уни  | Евгений Юнаков       | 1982         |
| 27 | Флаг Украины | Уни  | Дмитрий Медведь      | 1988         |
| 14 | Флаг Украины | Уни  | Александр Колесников | 1990         |
| 11 | Флаг Украины | Уни  | Сергей Шевченко      | 1982         |
| 3 | Флаг Украины | Уни  | Максим Войток        | 1991         |
| 6 | Флаг Украины | Уни  | Дмитрий Шувалов      | 1985         |
| 90 | Флаг Украины | Уни  | Александр Школьный   | 1994         |
| 1 | Флаг Украины | Вр   | Владислав Лысенко    | 1979         |
| 16 | Флаг Украины | Вр   | Тарас Коваленко      | 1989         |
| 12 | Флаг Украины | Вр   | Максим Максименко    | 1983         |